# 杭州円通貨運航空

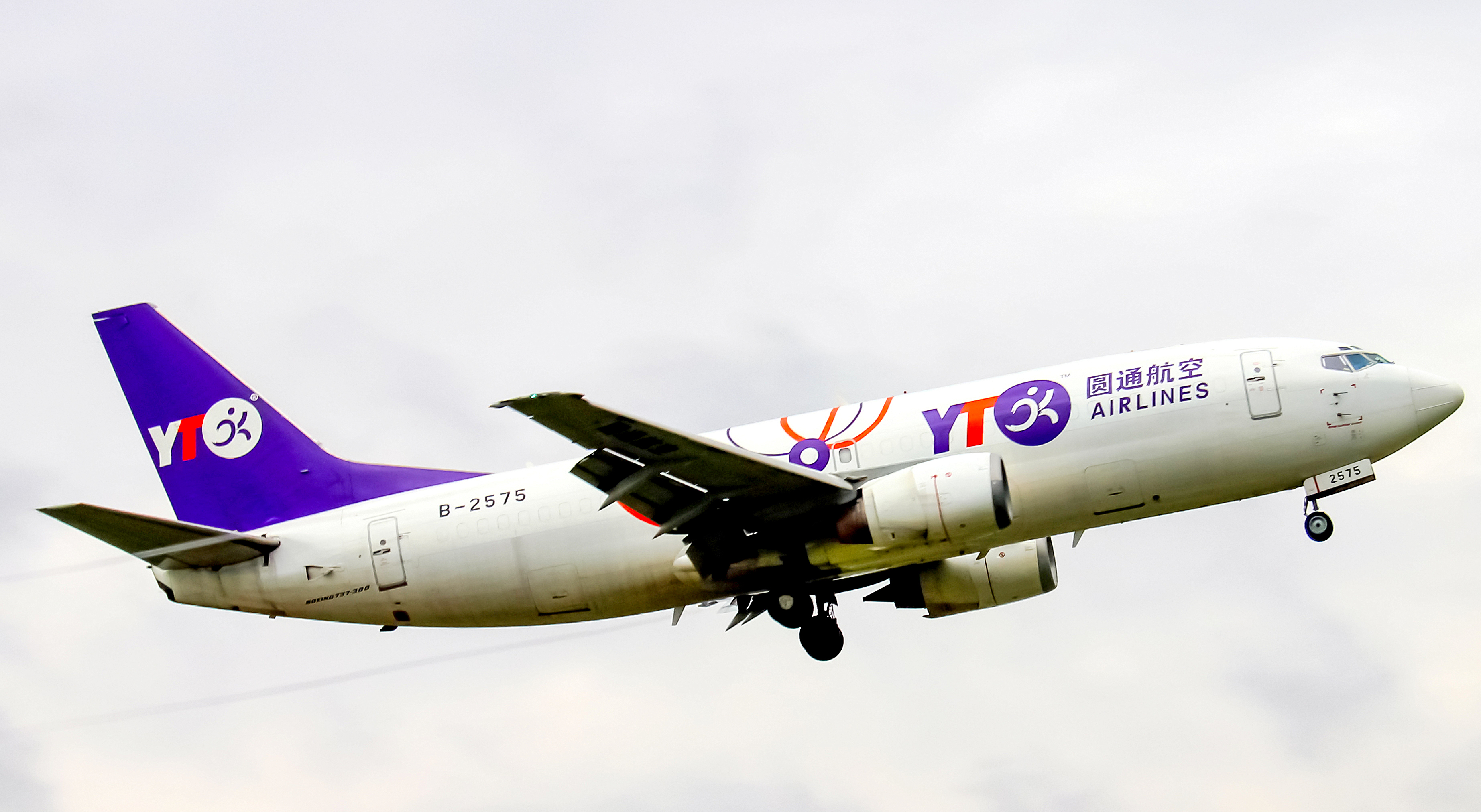
ボーイング737

杭州円通貨運航空 （こうしゅうえんつうかうんこうくう、中国語: 杭州圆通货运航空, 英語: YTO Cargo Airlines）は、中華人民共和国浙江省杭州市に本拠を置く貨物航空会社。

## 就航地
現在、8か国と21の地域に就航している。
- 中国
  - 成都双流国際空港
  - 杭州蕭山国際空港
  - 天津浜海国際空港
  - 広州白雲国際空港
  - 蘇南碩放国際空港
- 日本
  - 成田国際空港
  - 関西国際空港
- 韓国
  - 仁川国際空港
- ウズベキスタン
  - タシュケント国際空港
- キルギス
  - マナス国際空港
- フィリピン
  - ニノイ・アキノ国際空港

## 保有機材
2023年現在
- ボーイング757-200PCF : 10機
- ボーイング767-300ER/BDSF : 2機
- COMAC ARJ21-700F : 1機（ローンチカスタマー、2機発注中）

中国国営系メディア中国環球電視網系列CGTN Japaneseがネット記事ではARJ21機の貨物機型改造機が2023年10月30日引き渡され、中国国内線や日本、韓国、東南アジアなどとの国際線に投入される見通しを報じているが国際線運航する場合、飛行経路で領空通過する各国航空当局の安全認証にあたる「型式証明」取得しないと運航出来ないことを書かずに報じている。